# 維多利亞式住宅

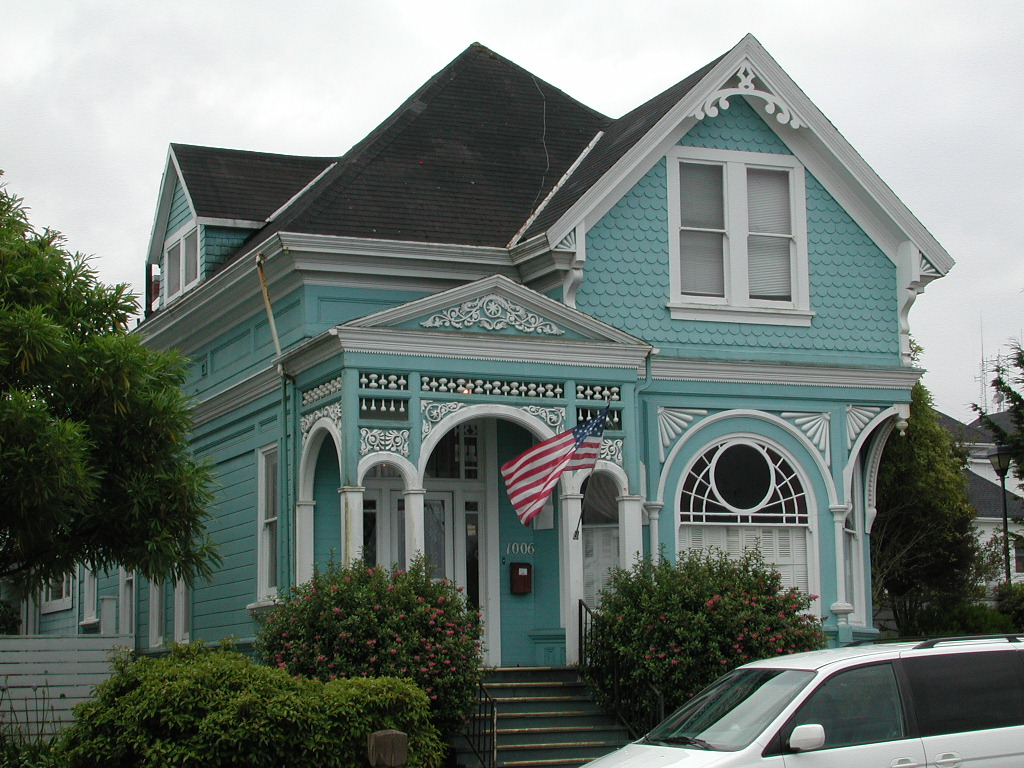
維多利亞式建築

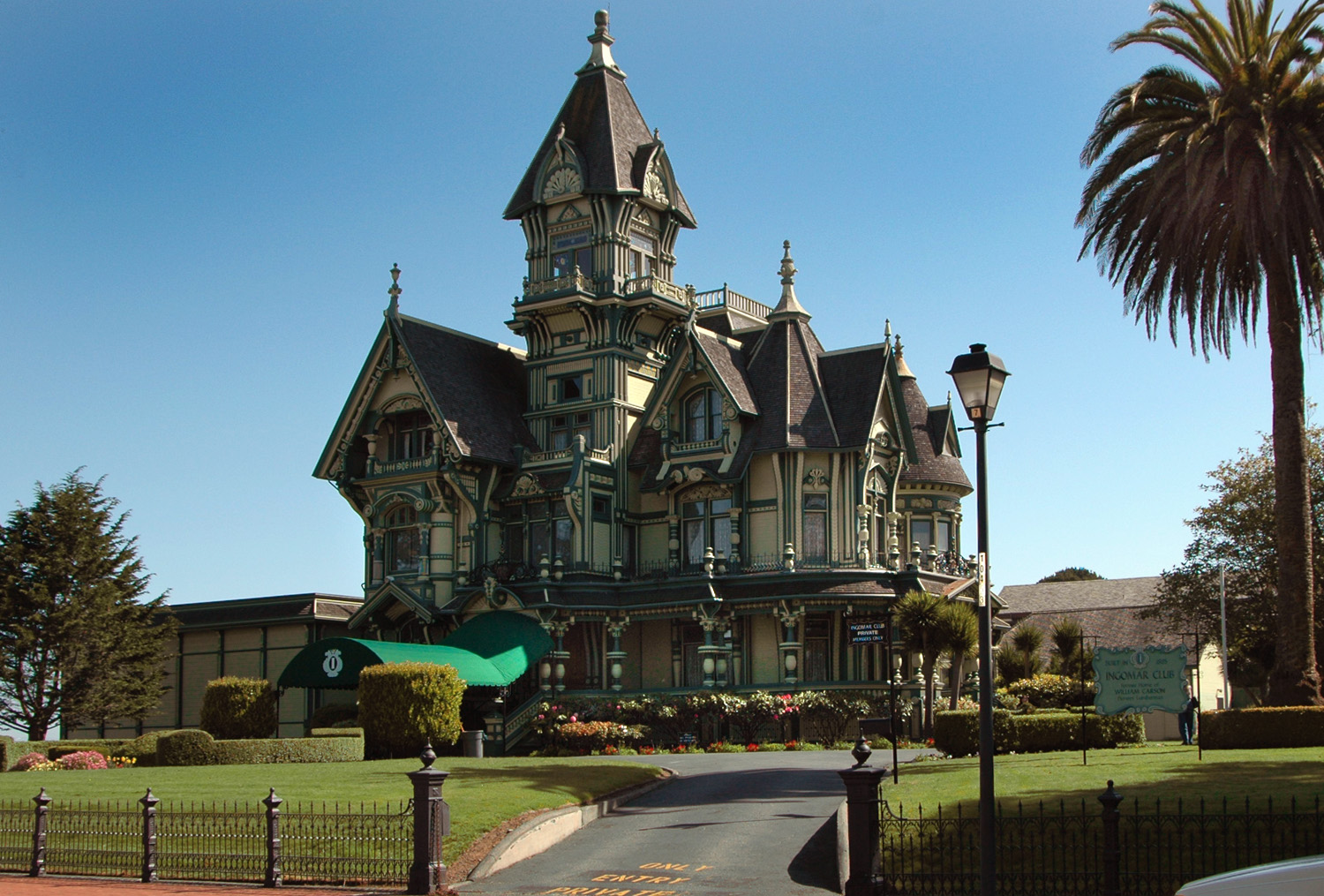
北加州尤瑞卡市的卡森氏祖宅

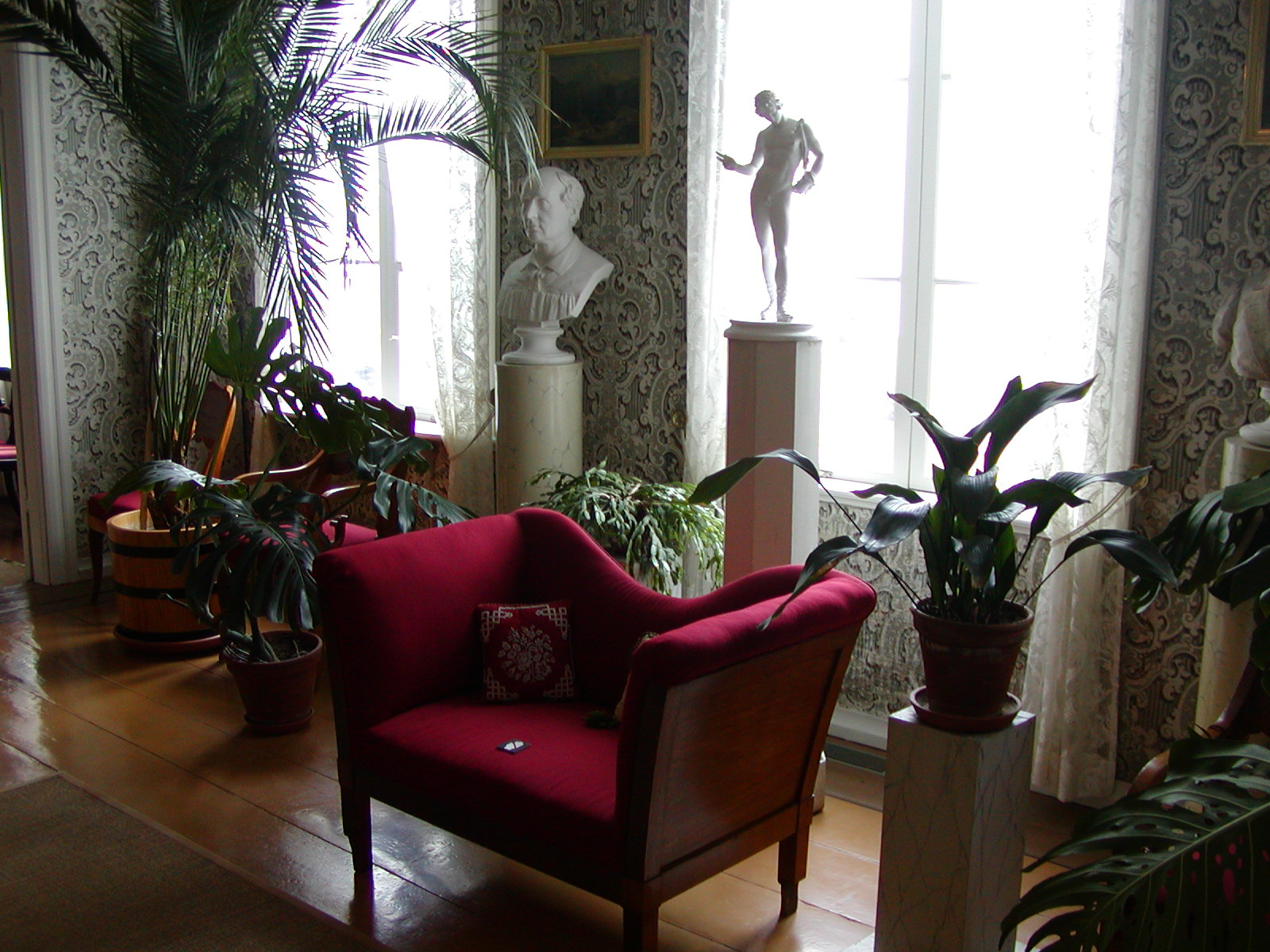
內部典型裝潢

維多利亞式住宅（英語：Victorian house）是指英國維多利亞女王在位時，即1837年至1901年，所出現的特殊住宅風格。本時期英國國力突飛猛進，由於發生工業革命，英國人民的經濟水平同時大幅度提升，對於住宅也越發追求精美，同時物資也開始大量生產對市場提供，人們的追求以及資源材料的豐富形成了不同於以往的一種建築風格，至今都還影響著住宅的設計。

## 特徵
維多利亞式住宅大多具有下列特徵：
- 尖尖的屋頂
- 窗戶伸出了住宅的牆壁
- 屋外有欄杆圍繞的走廊和陽台，而且有屋頂覆蓋
- 外牆覆以魚鱗般的木片
- 建有一座尖塔
- 屋頂上還有窗戶伸出，上覆屋頂
- 圓形或方形的立柱
- 精細的裝飾

整座建築物散發精雕細琢的感覺。

## 分布
在美國，仍存在大量維多利亞式住宅的城市包括波士頓，舊金山，匹茲堡，紐奧良，維吉尼亞州里奇蒙，明尼蘇達州聖保羅，肯塔基州路易維爾等